# Graham Jones

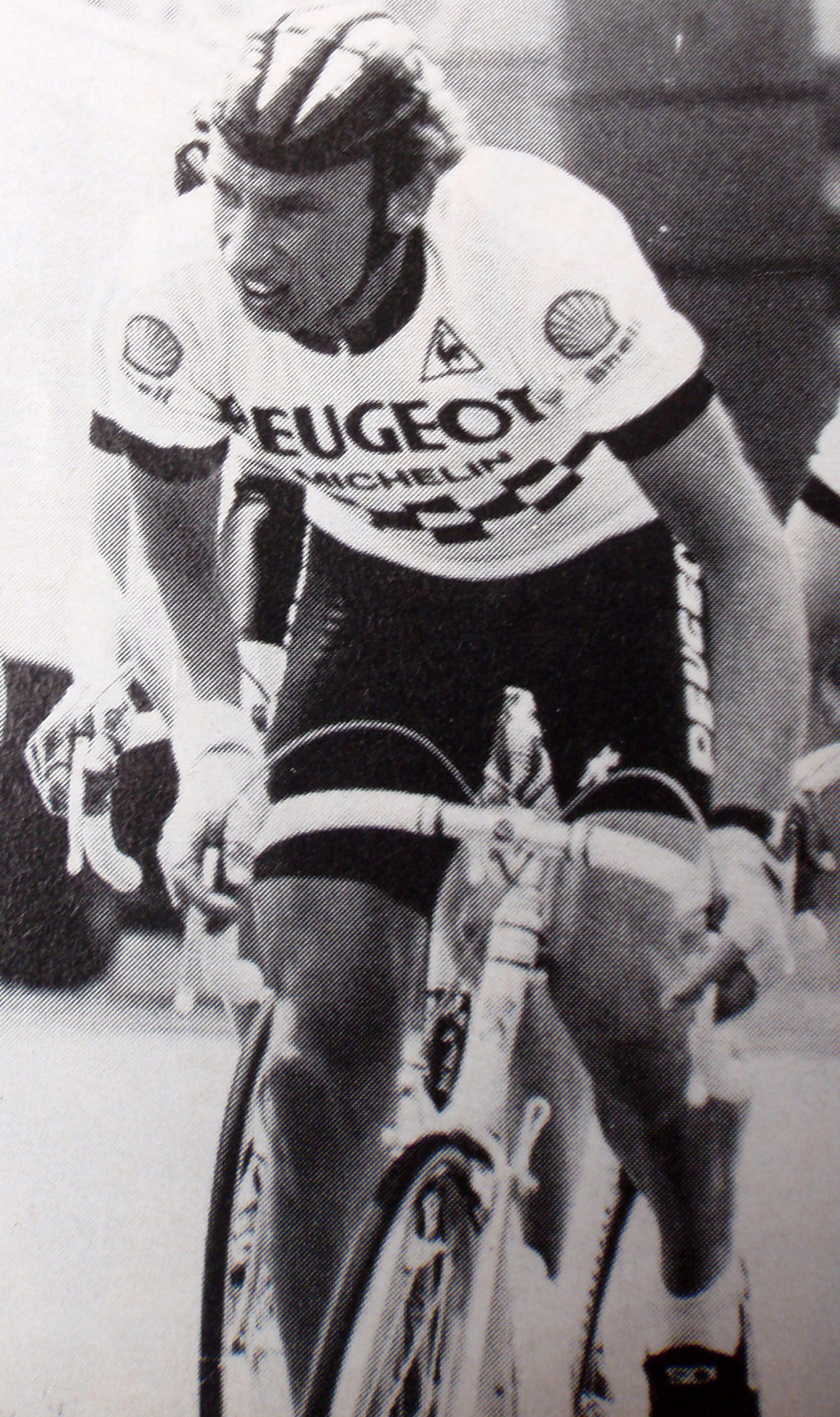
Graham Jones

Graham Jones (* 28. Oktober 1957 in Manchester) ist ein ehemaliger britischer Radrennfahrer.

## Sportliche Laufbahn
Jones begann mit dem Radsport im Verein Abbotsford Park RC. 1978 ging er nach Frankreich und startete dort für den Verein ACBB. 1979 wurde er Berufsfahrer im Radsportteam Peugeot und blieb bis 1988 als Radprofi aktiv. 
Als Amateur gewann er 1977 den Grand Prix of Essex. Er fuhr die Internationale Friedensfahrt und belegte den 40. Rang in der Gesamtwertung. 1978 siegte Jones in einigen bedeutenden französischen Eintagesrennen wie Paris–Evreux, Paris–Troyes, Paris–Vierzon und Grand Prix de Toulon. Dazu kamen Erfolge in den Einzelzeitfahren Grand Prix de France und Grand Prix des Nations. Auch den Prolog des Etappenrennens Sealink International entschied er für sich. 1978 wurde er mit der „Palmes d’or Merlin Plage“ geehrt, einer Auszeichnung für den besten französischen Amateur des Jahres. Er kam in die Wertung, da er für einen französischen Verein fuhr.
Als Radprofi war er nicht ebenso erfolgreich, er gewann einige kleinere Rennen in Großbritannien. 1981 wurde er beim Sieg von Bill Nickson in der nationalen Meisterschaft im Straßenrennen Dritter. Fünfmal bestritt Jones die Tour de France. 1980 wurde er 49., 1981 20., 1983 69., 1984 und 1987 schied er aus. Im Giro d’Italia 1983 wurde er 26.
In den Rennen der Monumente des Radsports war der 11. Platz in der Lombardei-Rundfahrt 1980 sein bestes Resultat.